# Clash of Champions 2016
Clash of Champions (2016) was een professioneel worstel-pay-per-view (PPV) en WWE Network evenement dat georganiseerd werd door WWE voor hun Raw brand. Het was de 1ste editie van Clash of Champions en vond plaats op 25 september 2016 in het Bankers Life Fieldhouse in Indianapolis, Indiana. Hierbij werd het brand extension toegepast, wat betekent dat dit evenement exclusief voor de Raw brand was.

## Matches
| Nr. | Match                                                                                       | Winnaar(s)        | Opmerkingen                                                                                                   | Bron  |
| --- | ------------------------------------------------------------------------------------------- | ----------------- | --- | ----- |
| 1P  | Nia Jax vs. Alicia Fox                                                                      | Nia Jax           | Eén-op-één match.                                                                                             | [ 2 ] |
| 2   | The New Day (Big E & Kofi Kingston) (c) (met Xavier Woods) vs. Luke Gallows & Karl Anderson | The New Day       | Tag Team match voor het WWE Raw Tag Team Championship.                                                        | [ 2 ] |
| 3   | TJ Perkins (c) vs. The Brian Kendrick                                                       | TJ Perkins        | Eén-op-één match voor het WWE Cruiserweight Championship. Perkins won door submission.                        | [ 2 ] |
| 4   | Cesaro vs. Sheamus                                                                          | N.V.T.            | Eén-op-één match. De match eindigde in no contest. Laatste in de best of seven series Series stond gelijk 3–3 | [ 2 ] |
| 5   | Chris Jericho vs. Sami Zayn                                                                 | Chris Jericho     | Eén-op-één match.                                                                                             | [ 2 ] |
| 6   | Charlotte (c) (met Dana Brooke) vs. Sasha Banks vs. Bayley                                  | Charlotte         | Triple Threat match voor het WWE Raw Women's Championship.                                                    | [ 2 ] |
| 7   | Roman Reigns vs. Rusev (c) (met Lana)                                                       | Roman Reigns (nc) | Eén-op-één match voor het WWE U.S. Championship.                                                              | [ 2 ] |
| 8   | Kevin Owens (c) vs. Seth Rollins                                                            | Kevin Owens       | Eén-op-één match voor het WWE Universal Championship.                                                         | [ 2 ] |